# بولشیه شادی
بولشیه شادی (انگلیسی: Bolshiye Shady) یک شهرک در شهرستان میشکینسکی استان باشقیرستان کشور روسیه است.